# NGC 6978
NGC 6978 је спирална галаксија у сазвежђу Водолија која се налази на NGC листи објеката дубоког неба.
Деклинација објекта је - 5° 42' 40" а ректасцензија 20h 52m 35,4s. Привидна величина (магнитуда) објекта NGC 6978 износи 13,3 а фотографска магнитуда 14,1. NGC 6978 је још познат и под ознакама MCG -1-53-17, HCG 88A, IRAS 20499-0554, PGC 65631.